# Roberto Lerici (editore)
Roberto Lerici (Firenze, 14 marzo 1931 – Roma, 6 marzo 1992) è stato un editore, commediografo, sceneggiatore, scrittore e autore televisivo italiano.

## Biografia
Insieme ad Aldo Rosselli rifondò nel 1956 la casa editrice Lerici che diresse fino al 1967.
Per essa tradusse dal latino e pubblicò le Liriche di Orazio, affidandone la prefazione a Franco Fortini e pubblicò e curò altre opere originale. Conobbe Carmelo Bene e scrisse per lui nel 1964 La storia di Sawney Bean.
Nel 1966 firmò anche i testi della commedia Il gioco dei quattro cantoni con Carlo Quartucci, che fu presentato alla Biennale di Venezia; con lo stesso autore realizzò, tra gli altri, gli spettacoli Maijakovskij e compagni alla rivoluzione d'ottobre  (1967), Il lavoro teatrale (1969) e Funerale (1982).
Nel 1969 iniziò la collaborazione con la Compagnia del Teatro Belli di Antonio Salines, per il quale scriverà, tra l'altro, L'educazione parlamentare (1972), Pranzo di famiglia (1973) e le Memorie di un pazzo (1984).
Nel 1972 inizia a lavorare per la RAI collaborando con Antonello Falqui alla realizzazione di varietà televisivi, tra cui Milleluci con Mina e Raffaella Carrà, ...E adesso andiamo a incominciare, con Gabriella Ferri ed i Pandemonium, e Fatti e fattacci con Ornella Vanoni e Gigi Proietti. Insieme con quest'ultimo scrisse i testi per una serie di one man show, tra cui il fortunato A me gli occhi please.
Tra la fine degli anni settanta e l'inizio dei novanta scrive anche, tra le altre cose, testi per Aldo Trionfo e Lucia Poli e sceneggiature per Tinto Brass (Dropout) e Franco Rossi (Come una rosa al naso).
Morì a Roma il 6 marzo 1992 a causa di un infarto.